# انیمیشن آرمن
آرمن محصول مشترک سازمان هنری رسانه‌ای اوج و صدا و سیما اولین انیمیشن ابرقهرمانی در ایران است. کارگردانی این سریال انیمیشن را محمدرضا حسایی، مریم مکی‌نژاد و حسین صفارزادگان به عهده دارند و محمدمهدی شکوری تهیه‌کننده این اثر است. این انیمیشن ابرقهرمانی در سال ۹۹ با استقبال مخاطبان شبکه پویا و نهال مواجه شد. تکنیک تولید اثر تلفیقی از تکنیک دوبعدی کات اوت، دو بعدی دستی و گاهی سه‌بعدی است. گروه سنی اثر رده سنی نوجوان است.

## مقدمه
برنامه پویانمایی آرمن بیشتر شبیه کارهای موفق بین‌المللی است که مورد توجه شمار بسیاری از نوجوانان با هر زبان و فرهنگی قرار گرفته‌است. محمدرضا حسایی و حسین صفارزادگان، کارگردان انیمیشن آرمن به خاطر ساخت این انیمیشن نامزد چهره سال هنر انقلاب در سال ۱۳۹۹ شدند. آرمن در سه فصل ۱۳ قسمتی و در مجموع ۳۹ قسمت برای پخش در شبکه شبکه کودک و نوجوان سیما تولید شده‌است. کارتون «آرمن» داستان پسری به همین نام است. او به کمک مچ‌بند قدرت خود و نیروهای دیگر قصد دارد به مبارزه با «کاراکان» برود. کاراکان شخصی است که در مغز مردم تراشه‌هایی کار گذاشته که آن‌ها را هدایت و مدیریت کند. آرمَن در زبان فارسی به معنی آرمان و در انگلیسی به معنی مرد مقاومت است. اسامی‌ای که برای شخصیت‌های این پویانمایی انتخاب شده علاوه بر این‌که ایرانی است ادا کردن آن برای مخاطبان بین‌المللی هم آسان است. انتخاب اسامی هم بر این مبنا بود که معانی فارسی داشته باشد. به‌عنوان مثال آرمن شبیه اسم آرمان به معنای آریامنش است. مهتار به معنای ماه تاریک، تاران به معنای تاریک و تارا به معنی ستاره است. کاراکان یک کلمه ترکی است. کارا + کان به معنای خان سیاهی‌ها و ارباب سیاهی که ابرشرور ماجرا است.
برخلاف دیگر داستان‌های ابرقهرمانی، تولیدکنندگان آرمن نمی‌خواستند از شخصیت‌های اصلی داستان موجودی بسازند که دست به هرکاری بزند و نیروی ماورائی نامحدود داشته باشد که نوجوانان نتوانند با آن همذات‌پنداری کنند. برعکس تولیدکنندگان آرمن در کنار فضاسازی متفاوت از زندگی عادی، برای نوجوانان فضایی را طراحی کرده‌اند که شبیه همان فضای بازی‌های ویدئویی است، اما شخصیت داستان عموماً با استفاده از نیروی تفکر و بدون استفاده از قدرت‌های ماورائی سعی می‌کند مشکلات را رفع و دنیایی را که در آن زندگی می‌کند، نجات دهد. این کار ضمن این‌که قوه تخیل کودکان و نوجوانان را به کار می‌اندازد و خلاقیت را در آن‌ها تقویت می‌کند، باعث می‌شود آنها برای آینده آماده‌تر باشند و در مواجهه با مشکلات راه‌حل‌های ساده‌تری بیابند. مدیریت دوبلاژ این مجموعه بر عهده شیلا آژیر، فرزند مهدی آژیر و ناهید شعشعانی است. به گفته مدیر دوبلاژ سریال، برای انتخاب گویندگان انیمیشن آرمن، ابتدا رزومه‌ای مفصل از شخصیت‌های سریال به مدیر دوبلاژ داده شد و برای این‌که صدای گویندگان با شخصیت‌های انیمیشن آرمن همخوانی داشته باشد برای برخی شخصیت‌ها حتی تا ۱۵ صدا تست داده‌اند و بعد از مشورت با عوامل سازنده انیمیشنی صدا را نهایی و ضبط شده‌است. مشکوری خبر از مذاکراتی برای فروش حق کپی رایت مجموعه به کشورهای خارجی داده‌است.

## استقبال
دو فصل ابتدایی آرمن توانسته نظر مخاطبان را جلب کند. سازندگان آن مشغول ساخت فصل سوم این اثر هستند. نکته قابل‌تامل این است که مخاطبان این مجموعه انیمیشن فقط کودکان و نوجوانان نیستند، بلکه مخاطبان بزرگسال هم می‌توانند بیننده مجموعه انیمیشن آرمن باشند. فصل اول آرمن مجموعاً با بیش از ۲ میلیون بازدید در تلوبیون یکی از پربیننده‌ترین انیمیشن‌های ایرانی صدا و سیمای جمهوری اسلامی ایران است. بنابر اعلام سایت تلوبیون قسمت پنجم این انیمیشن در یک ماه با بیش از ۲۰۰ هزار بازدید به پربیننده‌ترین برنامه کودک در میان تمام تولیدات داخلی و خارجی، در آبان سال ۱۳۹۹ تبدیل شد. این انیمیشن جزو دسته‌بندی بهترینهای صدا و سیما قرار گرفته‌است. فصل دوم سریال انیمیشن «آرمن» از ۱۷ شهریور ماه پنجشنبه و جمعه‌ها ساعت ۲۰ و ۳۰ دقیقه از شبکه کودک پخش می‌شود. به گفته تهیه‌کننده اثر، ۲۶قسمت اول بسیار دیده و نقد شده‌است و طرفدار و منتقد زیادی داشته‌است و سامانه ۱۶۲ (ارتباط با مخاطبین صدا و سیما) بازخوردهای مثبت و منفی مختلفی به گروه تولید دادند.
فصل اول این مجموعه با میزان رضایت مندی ۹۷ درصدی در سایت عماریار از محبوبترین تولیدات سازمان هنری رسانه‌ای اوج محسوب می‌شود. این مجموعه در سایت imdb امتیاز ۶٫۵ دارد. مخاطبین سایت تخصصی انیمیشن دیجیتون به این انیمیشن امتیاز ۴٫۲ از ۵ داده‌اند.

## داستان فصل اول
کارتون «آرمن» داستان پسری به همین نام است. او به کمک مچ‌بند قدرت خود و نیروهای دیگر قصد دارد به مبارزه با «کاراکان» برود. کاراکان شخصی است که در مغز مردم تراشه‌هایی کار گذاشته که آن‌ها را هدایت و مدیریت کند. آرمن و بیگو به صورت اتفاقی یک مچ‌بند جادویی پیدا می‌کنند. آرمن علیرغم میل باطنی خود و با اصرار بیگو مچ‌بند را می‌بندد. مچیند فعال نمی‌شود ولیکن آرمن هم نمی‌تواند آن را از دستش باز کند. آرمن می‌ترسد پدرش از ماجرای مچ‌بند با خبر شود از اینرو سعی دارد هرطور شده مچ‌بند را باز کند. «آرمن» برای پیشرفتش وابسته به مچ‌بند نیست و این مچ‌بند نیست که به او نیرویی برای پیروزی می‌دهد بلکه این روحیه جنگجویی و همچنین رفاقت بین دوستانش است که باعث پیروزی آرمن می‌شود. در اصل مچ‌بند برای آرمن بیشتر یک سؤال و سردرگمی است تا اینکه برایش نیرویی کمک کننده باشد. آرمن و دوستانش در حالی که از قدرت شگفت‌انگیز این مچ‌بند خبر ندارند، دنبال راهی می‌گردند تا مچ‌بند را از خودشان دور کنند اما کم‌کم به قدرت‌های این مچ‌بند پی می‌برند و از آن برای امنیت سیاره خودشان استفاده می‌کنند. آرمن و دوستانش از سیاره خود فرار کرده و می‌خواهند به سپیدشهر بروند.

## داستان فصل دوم
مادر آرمن توسط مهتاریها ربوده شده‌است. آرمن به دنبال نجات مادرش می‌رود.

## داستان فصل سوم
مجموعه پویانمایی آرمن که دو فصل از آن راهی آنتن شبکه پویا شده بود، فصل سوم آن در آبان ۱۴۰۱، با ۱۳ قسمت  روی آنتن شبکه نهال پخش شد.